# Diagramme de distribution
Sur un moteur deux temps, les diagrammes  de distribution sont les angles de rotation du vilebrequin pendant lesquels s'effectuent les phases moteur. Les diagrammes s'expriment en degrés.
C'est aussi une manière d'exprimer la hauteur des lumières en degrés de rotation du vilebrequin
Les phases moteur sont a dissocier des temps moteurs. Sur un moteur deux temps, cinq phases majeures vont se dérouler (admission, transfert, compression, combustion, échappement) sur un va-et-vient piston (2 temps).
La mesure des diagrammes s'effectue au moyen d'un disque gradué qui se place sur le vilebrequin.
Par exemple, si les diagrammes d'admission sont de 130° cela veut dire que les transferts d'admission sont ouverts pendant 130°; le vilebrequin ouvrira les transferts pendant un angle de 130° et idem pour la combustion, l'échappement et la compression.

## Sources
- Crocodile racing
- la préparation des moteurs 2 Temps, collection technique et pratique